# Don Juan de Mañara
Don Juan de Mañara est un opéra en 4 actes et 6 tableaux d'Henri Tomasi sur un livret tiré de la pièce de théâtre Miguel Mañara d'Oscar Venceslas de Lubicz-Milosz. Composé entre 1942 et 1944 lors de la retraite du compositeur à l'abbaye Saint-Michel de Frigolet, il fut créé le 6 novembre 1952 en version concert au Théâtre des Champs-Élysées de Paris, sous la direction du compositeur, et scéniquement  le 29 mars 1956 à Munich puis l’œuvre connut sa création sur une scène française le 3 avril 1967 à Mulhouse.

## Personnages
Miguel Mañara, noble espagnol (ténor) ; Girolama, jeune fille de la noblesse espagnole, épouse de Miguel Mañara (soprano) ; L'Esprit du Ciel (soprano) ; L'Esprit de la Terre (baryton) ; Don Fernand, compagnon d'armes du père de Miguel Mañara (basse) ; L'Abbé (basse) ; Frère jardinier (basse) [ces 3 rôles représentant la "bonne âme" de Miguel Mañara doivent être tenus par le même chanteur] ; Joannes Melendez, un infirme (basse) ; Don Jaime, ami de fête de Miguel Mañara (ténor) ; Deux religieux (ténor et baryton) ; Deux esprits, un passant (rôles parlés).

## Résumé de l'action
L'action se passe à Séville, au XVIe siècle.

### Acte I
Dans le château de Don Jaime, Miguel Mañara fête ses dernières conquêtes, quand apparaît Don Fernand. Le vieil homme tente d'amener le jeune noble à la raison. Les convives partent un à un, laissant Mañara face à sa conscience, l'Esprit du Ciel.

### Acte II scène 1
Sur les conseils de Don Fernand, Miguel Mañara demande la main de Girolama. Il est immédiatement séduit par la beauté et l'innoncence de la jeune fille, et renonce à sa vie de débauché.

### Acte II scène 2
Six mois après leurs noces, le jour du Jeudi Saint, Girolama meurt. Pris de désespoir, Mañara veut en finir avec la vie, mais l'Esprit du Ciel le guide vers une voie spirituelle, pendant que la procession du Jeudi Saint passe dans la rue.

### Acte III scène 1
Miguel Mañara entre au couvent et jure à l'Abbé au renoncement de sa vie passée.

### Acte III scène 2
Quelques mois plus tard, sur le parvis d'une église. Miguel Mañara est devenu un prêtre aux prêches reconnus. La foule harcèle Joannes Melendez, mais Mañara s'impose et provoque un miracle : l'infirme retrouve l'usage de ses jambes.

### Acte IV
Miguel Mañara arrive au terme de sa vie. Seul dans sa cellule de moine, il se remémore son passé. L'Esprit de la Terre lui enjoint de renier ses engagements religieux pour le suivre dans l'au-delà. Mañara résiste, et part aux côtés de l'Esprit du Ciel. Le frère jardinier, venu réveiller le vieux moine, constate son décès.